# H. Freeman Matthews

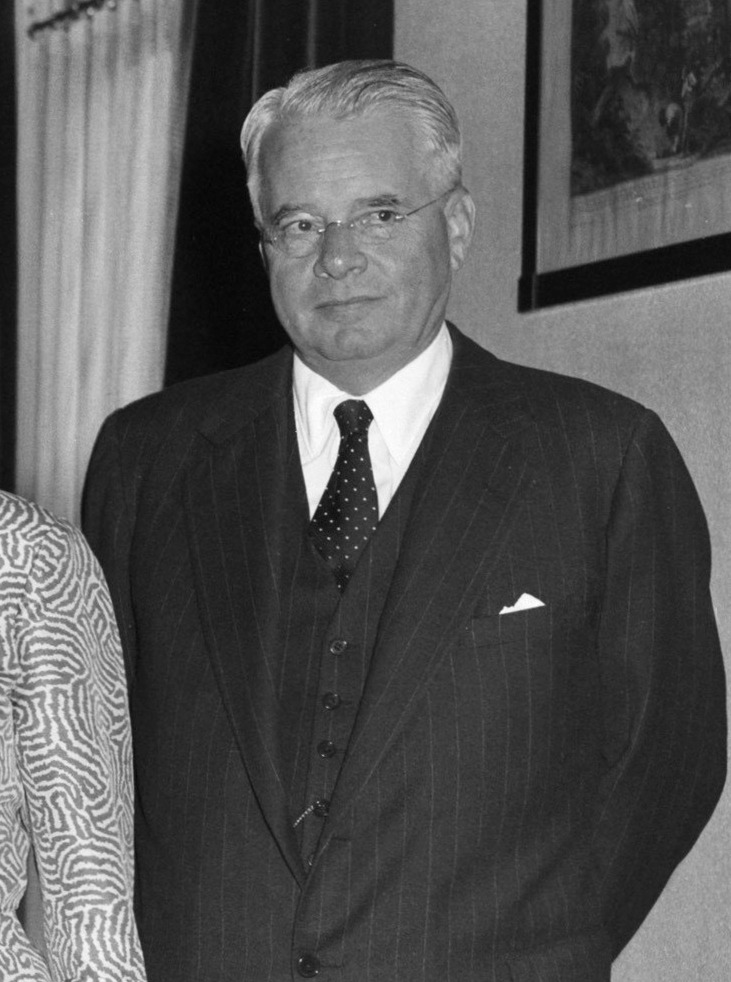
H. Freeman Matthews (1956)

Harrison Freeman Matthews (* 26. Mai 1899 in Baltimore, Maryland; † 19. Oktober 1986 in Washington, D.C.) war ein US-amerikanischer Diplomat, der unter anderem Botschafter der Vereinigten Staaten in Schweden, in den Niederlanden sowie in Österreich war und dem am 7. März 1956 der Titel Career Ambassador verliehen wurde. Als Deputy United States Under Secretary of State fungierte er zwischen dem 20. und dem 21. Januar 1953 als kommissarischer Außenminister.

## Leben

### Studium und Eintritt in den diplomatischen Dienst
Harrison Freeman Matthews leistete 1918 Militärdienst in der US Navy Reserve und begann danach ein grundständiges Studium an der Princeton University, das er 1921 mit einem Bachelor of Arts (B.A.) beendete. Ein darauf folgendes postgraduales Studium an der Princeton University schloss er 1922 mit einem Master of Arts (M.A.) ab und absolvierte daraufhin von 1922 bis 1923 einen Auslandsstudienaufenthalt an der École libre des sciences politiques in Paris. Nach seiner Rückkehr trat er in den Dienst des US-Außenministeriums und war zunächst zwischen 1924 und 1926 Sekretär an der Gesandtschaft in Ungarn sowie im Anschluss von 1926 bis 1929 Dritter Sekretär an der Gesandtschaft in Kolumbien. Nach einer Tätigkeit zwischen 1930 und 1933 als Assistent des Leiters des Referats für Lateinamerika-Angelegenheiten im Außenministerium fungierte er von 1933 bis 1937 als Erster Sekretär an der Botschaft in Kuba. 1937 wechselte er an die Botschaft in Frankreich, wo er zunächst ebenfalls Erster Sekretär sowie von 1938 bis 1940 Konsul war. Während dieser Zeit fungierte er nach der Ablösung von Claude Bowers durch Alexander W. Weddell vom 13. April bis zum 15. Juni 1939 als interimistischer Geschäftsträger (Chargé d’Affaires ad interim) der Botschaft in Spanien.
Nach einer darauf folgenden Verwendung zwischen 1940 und 1941 als Erster Sekretär an der Botschaft bei der Vichy-Regierung war Matthews von 1941 bis 1943 Botschaftsrat an der Botschaft im Vereinigten Königreich. Danach kehrte er ins Außenministerium zurück, wo er von 1943 bis 1944 zunächst als Chief, Division of European Affairs sowie anschließend zwischen 1944 und 1947 als Director, Office of European Affairs Leiter des Referats für Europa-Angelegenheiten war. Während dieser Zeit war er 1945 zudem Vertreter des Außenministeriums in der Gemeinsamen Kommission für Zivile Angelegenheiten beim Gemeinsamen amerikanisch-britischen Operations- und Planungsstab CCS (Combined Chiefs of Staff). Er war zudem Berater von US-Präsident Franklin D. Roosevelt bei der Konferenz von Jalta (4. bis zum 11. Februar 1945) sowie von US-Präsident Harry S. Truman bei der Potsdamer Konferenz (17. Juli bis zum 2. August 1945).

### Botschafter in Schweden, Niederlande und Österreich
Am 21. Juli 1947 wurde H. Freeman Matthews als Nachfolger von Louis G. Dreyfus, Jr. zum Gesandten in Schweden ernannt. Er legte zwar den Amtseid ab, trat dieses Amt aber nicht an. Vielmehr wurde er am 20. September 1947 während einer Sitzungspause des US-Senats zum ersten Botschafter der Vereinigten Staaten in Schweden ernannt und überreichte dort am 5. Dezember 1947 sein Akkreditierungsschreiben. Am 9. Dezember 1947 wurde er vom US-Senat bestätigt und verblieb auf diesem Posten bis zum 24. Mai 1950, woraufhin William Walton Butterworth seine Nachfolge antrat. Er selbst war nach seiner Rückkehr vom 5. Juli 1950 bis zum 30. September 1953 stellvertretender Vize-Außenminister (Deputy United States Under Secretary of State) und fungierte als solcher zwischen dem 20. und dem 21. Januar 1953 als kommissarischer Außenminister während des Regierungswechsels von Präsident Harry S. Truman zu Präsident Dwight D. Eisenhower.
Danach wurde Matthews am 1. Oktober 1953 während einer Sitzungspause des Senats als Nachfolger von Selden Chapin zum Botschafter der Vereinigten Staaten in den Niederlanden ernannt, wo er am 25. November 1953 sein Beglaubigungsschreiben übergab. Am 26. Januar 1954 wurde er in dieser Funktion vom US-Senat bestätigt und verblieb dort bis zum 11. Juni 1957, woraufhin Philip Young ihn ablöste. Während dieser Zeit wurde ihm neben James Clement Dunn, Loy W. Henderson und Robert Daniel Murphy am 7. März 1956 als einer der Ersten der am 5. August 1955 durch ein Zusatzgesetz des US-Kongresses zum Gesetz für Auswärtige Angelegenheiten (Foreign Service act of 1946) geschaffene Titel eines Career Ambassador verliehen. Zuletzt wurde er am 5. August 1957 als Nachfolger von Llewellyn E. Thompson zum Außerordentlichen und Bevollmächtigten Botschafter der Vereinigten Staaten in Österreich ernannt und übergab dort am 4. September 1957 sein Akkreditierungsschreiben. Diesen Botschafterposten behielt er bis zu seinem Ausscheiden aus dem diplomatischen Dienst am 25. Mai 1962 und wurde danach von James W. Riddleberger abgelöst. Im Anschluss bekleidete er zwischen 1962 und 1968 noch den Posten als Vorsitzender der US-amerikanischen Sektion im Ständigen Gemeinsamen Verteidigungsausschuss (Permanent Joint Board on Defense) für die USA und Kanada.
In erster Ehe war er bis zu deren Tode 1955 mit Elizabeth Luke Matthews verheiratet. Aus dieser Ehe gingen die Söhne Thomas Luke „Tom“ Matthews sowie H. Freeman Matthews, Jr., hervor, der ebenfalls Diplomat war und unter anderem am Camp-David-Abkommen mitwirkte. Nach seinem Tode wurde er auf dem Friends Cemetery in seinem Geburtsort Baltimore beigesetzt. In zweiter Ehe war er mit Helen Skouland verheiratet, die 1966 verstarb.

## Veröffentlichung
- Memories of Passing Era, 1973